# 印度外交部
印度外交部（英語：Ministry of External Affairs，簡稱：MEA），是負責處理印度外交關係的印度政府機構。

## 歷史
印度共和國成立後，1946年起先沿用英属印度時期的“對外事務和聯邦關係部”，1948年正式改名為“印度外交部”，當時印度外交部由總理尼赫魯負責，直到他於1964年去世之後才派任專職的部長。印度外交部負責實施1923年的《印度移民法》、1943年的《互惠法》、1932年的《印度商船法》和1896年的《穆罕默德朝聖者保護法》，同時管理那加丘陵與杜恩森。
印度外交部也是印度外事服務部的管理機構。